# Warwick Avenue (single)

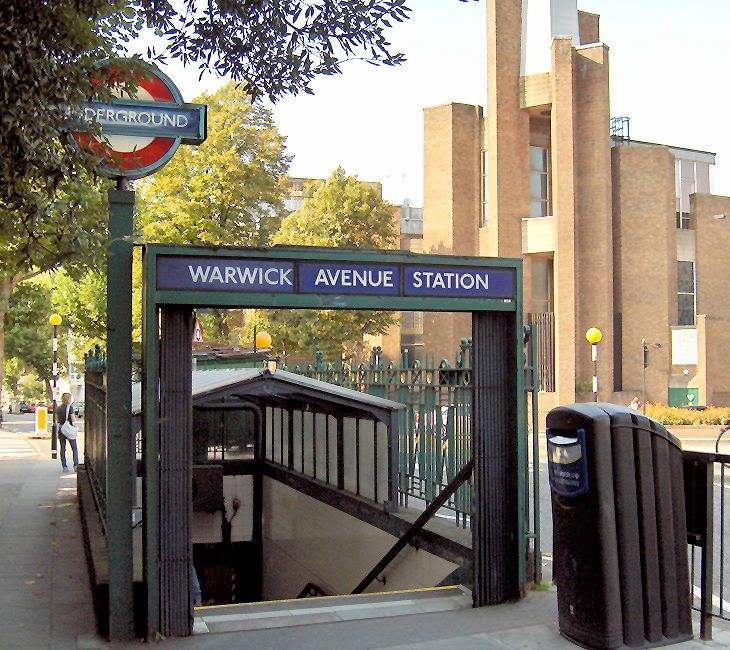
Metrostation Warwick Avenue in Londen.

Warwick Avenue is de tweede single (derde single in het Verenigd Koninkrijk) van het album Rockferry van de Britse zangeres Duffy. Het nummer werd op 26 mei 2008 op single uitgebracht.
Het nummer is vernoemd naar het Londense metrostation Warwick Avenue.

## Muziekvideo
De clip begint met het wegrijden van een zwarte taxi van het metrostation Warwick Avenue. De rest van de clip bestaat uit Duffy die huilend op de achterbank van de taxi zit. De video is bijna helemaal in één keer opgenomen.
Het oorspronkelijke idee voor de videoclip was dat Duffy in de video naar een plek zou rijden waar dansers en ballonnen ook een rol spelen. Maar doordat het nummer een intiem onderwerp heeft voor Duffy, raakte ze tijdens het camerashot zeer emotioneel. Dit had zijzelf niet verwacht. Ondanks de tranenstroom blijft de cameraman stug doorfilmen, dit leverde uiteindelijk zeer mooie en herkenbare beelden op. Het is namelijk voor veel mensen erg herkenbaar om te huilen en je naar te voelen vlak voordat je het uitmaakt met een (voormalig) geliefde. Duffy heeft voor deze clip toestemming gegeven.

## Hitnoteringen

### Nederlandse Top 40
| Hitnotering: 28-06-2008 t/m 06-09-2008 | Hitnotering: 28-06-2008 t/m 06-09-2008 | Hitnotering: 28-06-2008 t/m 06-09-2008 | Hitnotering: 28-06-2008 t/m 06-09-2008 | Hitnotering: 28-06-2008 t/m 06-09-2008 | Hitnotering: 28-06-2008 t/m 06-09-2008 | Hitnotering: 28-06-2008 t/m 06-09-2008 | Hitnotering: 28-06-2008 t/m 06-09-2008 | Hitnotering: 28-06-2008 t/m 06-09-2008 | Hitnotering: 28-06-2008 t/m 06-09-2008 | Hitnotering: 28-06-2008 t/m 06-09-2008 | Hitnotering: 28-06-2008 t/m 06-09-2008 | Hitnotering: 28-06-2008 t/m 06-09-2008 |
| Week:                                  | 1                                      | 2                                      | 3                                      | 4                                      | 5                                      | 6                                      | 7                                      | 8                                      | 9                                      | 10                                     | 11                                     |                                        |
| -------------------------------------- | -------------------------------------- | -------------------------------------- | -------------------------------------- | -------------------------------------- | -------------------------------------- | -------------------------------------- | -------------------------------------- | -------------------------------------- | -------------------------------------- | -------------------------------------- | -------------------------------------- | -------------------------------------- |
| Positie:                               | 37                                     | 27                                     | 22                                     | 19                                     | 21                                     | 22                                     | 22                                     | 23                                     | 23                                     | 32                                     | 40                                     | uit                                    |

### Single Top 100
| Hitnotering: 28-06-2008 t/m 24-01-2009 | Hitnotering: 28-06-2008 t/m 24-01-2009 | Hitnotering: 28-06-2008 t/m 24-01-2009 | Hitnotering: 28-06-2008 t/m 24-01-2009 | Hitnotering: 28-06-2008 t/m 24-01-2009 | Hitnotering: 28-06-2008 t/m 24-01-2009 | Hitnotering: 28-06-2008 t/m 24-01-2009 | Hitnotering: 28-06-2008 t/m 24-01-2009 | Hitnotering: 28-06-2008 t/m 24-01-2009 | Hitnotering: 28-06-2008 t/m 24-01-2009 | Hitnotering: 28-06-2008 t/m 24-01-2009 | Hitnotering: 28-06-2008 t/m 24-01-2009 | Hitnotering: 28-06-2008 t/m 24-01-2009 | Hitnotering: 28-06-2008 t/m 24-01-2009 | Hitnotering: 28-06-2008 t/m 24-01-2009 | Hitnotering: 28-06-2008 t/m 24-01-2009 | Hitnotering: 28-06-2008 t/m 24-01-2009 |
| Week:                                  | 1                                      | 2                                      | 3                                      | 4                                      | 5                                      | 6                                      | 7                                      | 8                                      | 9                                      | 10                                     | 11                                     | 12                                     | 13                                     | 14                                     | 15                                     | 16                                     |
| -------------------------------------- | -------------------------------------- | -------------------------------------- | -------------------------------------- | -------------------------------------- | -------------------------------------- | -------------------------------------- | -------------------------------------- | -------------------------------------- | -------------------------------------- | -------------------------------------- | -------------------------------------- | -------------------------------------- | -------------------------------------- | -------------------------------------- | -------------------------------------- | -------------------------------------- |
| Positie:                               | 51                                     | 25                                     | 14                                     | 12                                     | 11                                     | 9                                      | 9                                      | 12                                     | 14                                     | 15                                     | 16                                     | 16                                     | 23                                     | 26                                     | 35                                     | 35                                     |
| Week:                                  | 17                                     | 18                                     | 19                                     | 20                                     | 21                                     | 22                                     | 23                                     | 24                                     | 25                                     | 26                                     | 27                                     | 28                                     | 29                                     | 30                                     | 31                                     |                                        |
| Positie:                               | 32                                     | 23                                     | 28                                     | 34                                     | 55                                     | 49                                     | 55                                     | 42                                     | 40                                     | 53                                     | 38                                     | 36                                     | 39                                     | 60                                     | 80                                     | uit                                    |

### Vlaamse Ultratop 50
| Hitnotering week 1 t/m 20: 12-07-2008 t/m 22-11-2008 Hitnotering week 21 t/m 23: 06-12-2008 t/m 20-12-2008 Hitnotering week 24 t/m 26: 10-01-2009 t/m 24-01-2009 | Hitnotering week 1 t/m 20: 12-07-2008 t/m 22-11-2008 Hitnotering week 21 t/m 23: 06-12-2008 t/m 20-12-2008 Hitnotering week 24 t/m 26: 10-01-2009 t/m 24-01-2009 | Hitnotering week 1 t/m 20: 12-07-2008 t/m 22-11-2008 Hitnotering week 21 t/m 23: 06-12-2008 t/m 20-12-2008 Hitnotering week 24 t/m 26: 10-01-2009 t/m 24-01-2009 | Hitnotering week 1 t/m 20: 12-07-2008 t/m 22-11-2008 Hitnotering week 21 t/m 23: 06-12-2008 t/m 20-12-2008 Hitnotering week 24 t/m 26: 10-01-2009 t/m 24-01-2009 | Hitnotering week 1 t/m 20: 12-07-2008 t/m 22-11-2008 Hitnotering week 21 t/m 23: 06-12-2008 t/m 20-12-2008 Hitnotering week 24 t/m 26: 10-01-2009 t/m 24-01-2009 | Hitnotering week 1 t/m 20: 12-07-2008 t/m 22-11-2008 Hitnotering week 21 t/m 23: 06-12-2008 t/m 20-12-2008 Hitnotering week 24 t/m 26: 10-01-2009 t/m 24-01-2009 | Hitnotering week 1 t/m 20: 12-07-2008 t/m 22-11-2008 Hitnotering week 21 t/m 23: 06-12-2008 t/m 20-12-2008 Hitnotering week 24 t/m 26: 10-01-2009 t/m 24-01-2009 | Hitnotering week 1 t/m 20: 12-07-2008 t/m 22-11-2008 Hitnotering week 21 t/m 23: 06-12-2008 t/m 20-12-2008 Hitnotering week 24 t/m 26: 10-01-2009 t/m 24-01-2009 | Hitnotering week 1 t/m 20: 12-07-2008 t/m 22-11-2008 Hitnotering week 21 t/m 23: 06-12-2008 t/m 20-12-2008 Hitnotering week 24 t/m 26: 10-01-2009 t/m 24-01-2009 | Hitnotering week 1 t/m 20: 12-07-2008 t/m 22-11-2008 Hitnotering week 21 t/m 23: 06-12-2008 t/m 20-12-2008 Hitnotering week 24 t/m 26: 10-01-2009 t/m 24-01-2009 | Hitnotering week 1 t/m 20: 12-07-2008 t/m 22-11-2008 Hitnotering week 21 t/m 23: 06-12-2008 t/m 20-12-2008 Hitnotering week 24 t/m 26: 10-01-2009 t/m 24-01-2009 | Hitnotering week 1 t/m 20: 12-07-2008 t/m 22-11-2008 Hitnotering week 21 t/m 23: 06-12-2008 t/m 20-12-2008 Hitnotering week 24 t/m 26: 10-01-2009 t/m 24-01-2009 | Hitnotering week 1 t/m 20: 12-07-2008 t/m 22-11-2008 Hitnotering week 21 t/m 23: 06-12-2008 t/m 20-12-2008 Hitnotering week 24 t/m 26: 10-01-2009 t/m 24-01-2009 | Hitnotering week 1 t/m 20: 12-07-2008 t/m 22-11-2008 Hitnotering week 21 t/m 23: 06-12-2008 t/m 20-12-2008 Hitnotering week 24 t/m 26: 10-01-2009 t/m 24-01-2009 | Hitnotering week 1 t/m 20: 12-07-2008 t/m 22-11-2008 Hitnotering week 21 t/m 23: 06-12-2008 t/m 20-12-2008 Hitnotering week 24 t/m 26: 10-01-2009 t/m 24-01-2009 | Hitnotering week 1 t/m 20: 12-07-2008 t/m 22-11-2008 Hitnotering week 21 t/m 23: 06-12-2008 t/m 20-12-2008 Hitnotering week 24 t/m 26: 10-01-2009 t/m 24-01-2009 |
| Week: | 1 | 2 | 3 | 4 | 5 | 6 | 7 | 8 | 9 | 10 | 11 | 12 | 13 | 14 | 15 |
| --- | --- | --- | --- | --- | --- | --- | --- | --- | --- | --- | --- | --- | --- | --- | --- |
| Positie: | 45 | 36 | 32 | 32 | 33 | 21 | 27 | 14 | 16 | 26 | 24 | 23 | 26 | 25 | 29 |
| Week: | 16 | 17 | 18 | 19 | 20 | | 21 | 22 | 23 | | 24 | 25 | 26 | | |
| Positie: | 32 | 36 | 33 | 35 | 42 | uit | 48 | 48 | 42 | uit | 33 | 39 | 42 | uit | |

### NPO Radio 2 Top 2000
| Nummer met noteringen in de NPO Radio 2 Top 2000 | '09 | '10 | '11 | '12  | '13  | '14  |
| ------------------------------------------------ | --- | --- | --- | ---- | ---- | ---- |
| Warwick Avenue                                   | 710 | 721 | 923 | 1247 | 1426 | 1870 |

1. ↑  Een vetgedrukt getal geeft de hoogste notering aan.
2. ↑  2009 was het eerste jaar met een notering voor dit nummer.
3. ↑  Deze tabel is bijgewerkt tot en met de laatste editie (2024).